# Шуаны, или Бретань в 1799 году
«Шуа́ны, и́ли Брета́нь в 1799 году́» (фр. Les Chouans ou la Bretagne en 1799) — исторический роман французского писателя Оноре де Бальзака, написанный в 1829 году. Первое произведение, опубликованное Бальзаком не под псевдонимом, а под собственным именем. Часть "Человеческой комедии".

## Сюжет
Действие романа происходит во время Великой французской революции в конце 1799 года. В основе романа лежит один из эпизодов борьбы республиканских войск с шуанами, во главе которых стояли дворяне — сторонники короля и католические священники.
В книге автору удалось соединить воедино романтику и действительность, историю и вымысел. Бальзак в ней точно охарактеризовал и раскрыл причины возникшего во Франции мятежа. Показал, почему роялистам удалось повести за собой местное крестьянское население, осветил контрреволюционную сущность церковников, описал особенности тактики мятежников.
В конце книги автор приводит читателя к мысли о неизбежности победы республиканцев над восставшими.
«Шуаны» — книга необычная. Белые и синие, роялисты и республиканцы сражаются в ней с яростным ожесточением и «убивают друг друга, как убивают зайцев».

## История названия
Первоначально автор хотел назвать книгу «Молодец»[прояснить], но в ходе работы над нею, изменил его. После долгих поисков Бальзак нашёл другое название «Шуаны, или Бретань тридцать лет назад», затем придумал новый вариант «Последний шуан, или Бретань в 1800
году» (Le dernier Chouan). Так назывался роман в первом издании. Позже был переработан и издан автором в 1834 под названием «Шуаны, или Бретань в 1799 году».

## Главные герои
- Юло — командир полубригады
- Мари де Верней — падшая женщина

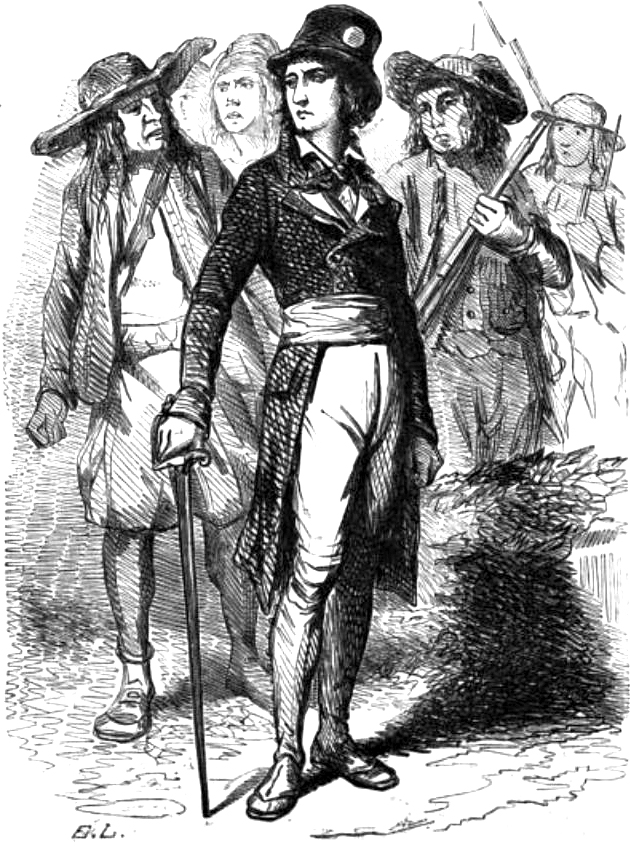
Маркиз де Монторан. Иллюстрация Эжена Лампсониуса

- Крадись-по-Земле (Пьер Леруа) — свирепый шуан
- Корантен — полицейский сыщик
- мадам дю Га
- маркиз де Монторан

## Связь с другими произведениями
Корантен является персонажем романов «Блеск и нищета куртизанок» и «Тёмное дело», а Юло — в «Кузине Бетте».

## Кинематограф
- В 1947 году режиссёр Анри Калеф снял по мотивам книги Бальзака одноимённый фильм «Шуаны» (другое название «Посланники короля») с Жаном Маре в главной роли.

## В России
На русском языке впервые вышел вскоре после публикации на французском (Шуаны, или Бретань в 1799 году. Повесть Бальзака. СПб., 1836, Установлено по изд.: Межов В. И. Сист. каталог русским книгам… А. Ф. Базунова… СПб., 1869. No 11639). Затем был опубликован в 1840 году (Пер. с франц. Ч. 1—2. М., тип. Н. Степанова, 1840. 2 т.). В переводе А. Кублицкой-Пиоттух вышел в 1899 году в собрании сочинений в 20 томах. В советское время выходил в переводе Н. И. Немчиновой (впервые в 1944 году).
Известно, что была сделана инсценировка, рукопись которой сохранилась (Глоба А. Вандея. Мелодрама из эпохи французской революции. В 5-ти акт. По романам Гюго «93 год» и Бальзака «Шуаны». Б. м., б. г. 141 л. ГЦТБ (Москва). Машинопись).